# LATAM Cargo Colombia
LATAM Cargo Colombia, anciennement LANCO, est une compagnie aérienne cargo colombienne.